# Rochov
Rochov é uma comuna checa localizada na região de Ústí nad Labem, distrito de Litoměřice.